# Nikolaos Karathanasopoulos
Nikolaos Petrou Karathanasopoulos (in greco Νικόλαος Πέτρου Καραθανασόπουλος?; Atene, 25 marzo 1963) è un economista e politico greco, membro del Parlamento Ellenico e del Comitato Centrale del Partito Comunista di Grecia.
Eletto deputato alle elezioni del 2007, viene confermato in tutte le tornate successive.